# John Hawkes (Schriftsteller)
John Clendennin Burne Hawkes, Jr. (geboren am 17. August 1925 in Stamford, Connecticut; gestorben am 15. Mai 1998 in Providence, Rhode Island) war ein amerikanischer Schriftsteller. Er gilt als einer der herausragenden Vertreter der amerikanischen Postmoderne.

## Leben und Werk
John Hawkes wuchs in Connecticut, Alaska und New York City auf. 1943 begann er ein Studium an der Harvard University, brach es aber nach kurzer Zeit ab und meldete sich als Freiwilliger zum American Field Service, für den er 1944–45 in Italien und Deutschland als Sanitäter an der Front im Einsatz war. Nach Kriegsende kehrte er nach Amerika zurück und heiratete 1947 Sophie Goode Tazewell; aus der Ehe gingen vier Kinder hervor. Im selben Jahr nahm er sein Studium in Harvard wieder auf. Hier wurde sein Professor Albert J. Guerard auf ihn aufmerksam, der sein literarisches Schaffen in den nächsten Jahrzehnten entscheidend förderte. Hawkes’ erster Roman The Cannibal, der in einem albtraumhaften Deutschland der unmittelbaren Nachkriegszeit angesiedelt ist, erschien 1949 beim neu gegründeten Verlag New Directions, der sich in den nächsten Jahren unter anderem mit den Romanen Hawkes’ bald zu einem der führenden Verleger der amerikanischen Avantgarde avancierte. Nach seinem Universitätsabschluss 1949 arbeitete Hawkes zunächst für die Harvard University Press, 1955 begann er seine Lehrtätigkeit am Fachbereich für englische Literatur. 1958 wechselte er von Harvard zur Brown University, an der er bis zu seinem Tod Literatur und kreatives Schreiben lehrte.
Hawkes’ Werk ist geprägt von radikalen Form- und Sprachexperimenten und thematisiert zumeist die Abgründe menschlichen Handelns, Gewalt und sexuelle Perversionen; viele seiner Romane sind in surreal-apokalyptisch anmutenden Landschaften angesiedelt, so schon sein Erstling The Cannibal. Seine Romane gelten so als schwer zugänglich, wenig massentauglich und erreichten zu keiner Zeit hohe Auflagen. Umso größer ist die Wertschätzung, die viele der bedeutendsten amerikanischen Nachkriegsschriftsteller ihm entgegenbrachten, er gilt mithin als Writer’s Writer. Zu seinen Bewunderern zählen Saul Bellow, Thomas Pynchon, William Gaddis, William Gass und Edmund White. Auch die Literaturkritik nahm zumindest seine frühen Werke sehr wohlwollend auf. Leslie Fiedler trug mit seinem Vorwort zu The Lime Twig (1961) entscheidend dazu bei, Hawkes Werk hoffähig zu machen, und 1964 zählte ihn Susan Sontag in ihrer Rezension von Second Skin in der New York Times zum „besten Halbdutzend“ amerikanischer Schriftsteller seiner Zeit. Außerhalb der USA fanden seine Werke vor allem in Frankreich Anklang, mit dem Prix du Meilleur livre étranger (1973) und dem Prix Médicis étranger (1986) wurden ihm zwei der renommiertesten Literaturpreise zuerkannt, die nichtfranzösischen Autoren offenstehen.

## Werke
- Charivari (Roman, 1949)
- The Cannibal (Roman, 1949)
  - Der Kannibale, dt. von Werner Schmitz; P.-S. Verlag Selinka, Ravensburg 1989, ISBN 3-926532-15-7.
- The Beetle Leg (Roman, 1951)
- The Goose on the Grave (Roman, 1954)
- The Owl (Roman, 1954)
  - Il Gufo: Der Henker von Sasso Fetore, dt. von Monika Schlitzer; Selinka, Ravensburg 1988, ISBN 3-926532-10-6.
- The Lime Twig (Roman, 1961)
  - Die Leimrute, dt. von Grete Weil; Limes Verlag, Wiesbaden 1964.
- Second Skin (Roman, 1964)
  - Die zweite Haut, dt. von Walter Hasenclever; Kiepenheuer & Witsch, Köln; Berlin 1971, ISBN 3-462-00799-8.
- The Innocent Party (Dramen, 1967)
- Lunar Landscapes: Stories & Short Novels 1949-1963 (Kurzgeschichten, 1969)
- The Blood Oranges (Roman, 1971)
- Death, Sleep, & the Traveler (Roman, 1974)
- Travesty (Roman, 1976)
  - Travestie, dt. von Jürg Laederach; Suhrkamp, Frankfurt am Main 1985, ISBN 3-518-11326-7.
- The Passion Artist (Roman, 1979)
- Virginie, Her Two Lives (Roman, 1983)
- Adventures in the Alaskan Skin Trade (autobiographischer Roman, 1985)
  - Abenteuer unter den Pelzhändlern, dt. von Werner Schmitz; Suhrkamp, Frankfurt am Main 1988, ISBN 3-518-40136-X.
- Innocence in Extremis (Roman, 1985)
- Whistlejacket (Roman, 1988)
- Sweet William: A Memoir of Old Horse (Roman, 1993)
- The Frog (Roman, 1997)
- An Irish Eye (Roman, 1997)

## Preise und Auszeichnungen
- 1962: American Academy of Arts and Letters Academy Award
- 1973: Mitglied der American Academy of Arts and Sciences
- 1973: Prix du Meilleur livre étranger (für The Blood Oranges)
- 1980: Mitglied der American Academy of Arts and Letters
- 1986: Prix Médicis étranger (für Adventures in the Alaskan Skin Trade)
- 1990: Lannan Literary Award

## Sekundärliteratur
- Frederick Busch: John Hawkes: A Guide to His Fictions. Syracuse University Press, Syracuse NY 1973. ISBN 0-8156-0089-5
- Rita Ferrari: Innocence, Power, and the Novels of John Hawkes. University of Pennsylvania Press, Philadelphia 1996. ISBN 0-8122-3341-7
- Roy Flannagan: John Hawkes. In: Review of Contemporary Fiction 20:2, 2000. S. 47–80.
- Donald J. Greiner: Comic Terror: The Novels of John Hawkes. Memphis State University Press, Memphis TN 1973. ISBN 0-87870-017-X
- Donald J. Greiner: Understanding John Hawkes. University of South Carolina Press, Columbia SC 1985. ISBN 0-87249-262-1
- Carol A. Hryciw-Wing: John Hawkes: A Research Guide. Garland Pub., New York 1986. ISBN 0-8240-8560-4
- Elisabeth Kraus: Erwartungs-Angst als Modus kognitiver Ästhetik in John Hawkes' Werk. Wilhelm Fink: München, 1990. (American Studies: A Monograph Series Vol. 67)
- Lesley Marx: Crystals Out of Chaos: John Hawkes and the Shapes of Apocalypse. Fairleigh Dickinson University Press, Madison NJ 1997. ISBN 0-8386-3661-6
- Patrick O’Donnell: John Hawkes. Twayne, Boston 1982. ISBN 0-8057-7351-7 (= Twayne’s United States Authors Series/TUSAS 418)
- Stanley Trachtenberg (Hrsg.): Critical Essays on John Hawkes. G. K. Hall, Boston 1991. ISBN 0-8161-7304-4
- Michaele Whelan: Navigating the Minefield: Hawkes’ Narratives of Perversion. Peter Lang, Frankfurt am Main und New York 1998. ISBN 0-8204-3657-7 (= American University Studies 69)
- Heide Ziegler: Ironie ist Pflicht: John Barth und John Hawkes. Bewussteinsformen des amerikanischen Gegenwartsromans. Universitätsverlag C. Winter, Heidelberg 1995. ISBN 3-8253-0248-2 (= Britannica et Americana, 3. Folge, Bd. 15)